# NGC 7318B
NGC 7318B ist eine Balkenspiralgalaxie vom Hubble-Typ SBbc im Sternbild Pegasus, die etwa 300 Millionen Lichtjahre von der Milchstraße entfernt ist. NGC 7318B ist ein Mitglied der Galaxiengruppe Stephans Quintett. Halton Arp gliederte seinen Katalog ungewöhnlicher Galaxien nach rein morphologischen Kriterien in Gruppen. Diese Galaxiengruppe gehört zu der Klasse Gruppen von Galaxien. 
NGC 7318 wurde am 23. September 1876 vom französischen Astronomen Édouard Jean-Marie Stephan entdeckt.